# 青森県道276号大俵板柳停車場線
青森県道276号大俵板柳停車場線（あおもりけんどう276ごう おおたわらいたやなぎていしゃじょうせん）は、青森県北津軽郡板柳町を通る一般県道である。

## 概要
板柳町大俵で青森県道38号五所川原黒石線から分岐し、同町福野田で青森県道125号小友板柳停車場線に合流してJR東日本五能線板柳駅に至る。

### 路線データ
- 起点 : 北津軽郡板柳町大字大俵[1]
- 終点 : 板柳停車場[1]

## 歴史
- 1994年（平成6年）3月25日 - 県道に認定される[1]。

## 路線状況

### 重複区間
- 青森県道125号小友板柳停車場線（北津軽郡板柳町福野田 - 終点）

## 地理

### 交差する道路
- 青森県道38号五所川原黒石線（北津軽郡板柳町大俵、起点）
- 青森県道199号太田藤崎線（北津軽郡板柳町太田）
- 国道339号バイパス（北津軽郡板柳町辻）
- 青森県道125号小友板柳停車場線（北津軽郡板柳町福野田）

### 沿線の施設
- 青森県立板柳高等学校（2023年3月31日閉校）
- 板柳町公民館
- 板柳町図書館
- JR東日本五能線板柳駅